# Amnesia (groupe)
Pour les articles homonymes, voir Amnesia.
Amnesia est un groupe belge de musique new beat et acid house apparu à la fin des années 1980 produit en Belgique.

## Historique
À l'origine le projet Amnesia est issu de la collaboration entre deux jeunes gens, Olivier Caplin et Stephan Novak. Ce dernier compose l'essentiel du premier album et Olivier Caplin apporte les idées. Pour produire ses œuvres, ils ont fait appel aux producteurs belges Michel « De San Antonio » Nachtergaele et Bruno Vangarsse, spécialisés dans la musique électronique. Amnesia se fait vite connaître dans le milieu underground de la musique électronique avec les titres Ibiza sorti en 1988 et Hysteria en 1989. Face à ce succès en pleine vague new beat, acid house et techno, les producteurs Nachtergaele et Vangarsse décide de faire appel à divers compositeurs dont Benoît Marissal, entre autres, toujours sous le nom d'Amnesia.
Au début des années 1990, le succès du projet musical diminue. Nachtergaele et Vangarsse abandonnent alors Amnesia initialement créé par Novak et Caplin, lancent en parallèle le nouveau projet Pleasure Game et s'orientent vers une musique beaucoup plus commerciale et humoristique dans les années 1990 avec Boris et Phenomenal Club.

## Discographie

### Albums
- Hysteria (1988)
- From Here to Eternity (1990)

### Single et EP produits
- Ibiza (1988)
- It's A Dream (1989)
- Hysteria (1989)
- Drop The Stick (1990)
- From Here to Eternity (1991)
- Deep Dark Night (1993, ft. Patrick Juvet)
- Don't Crack Under Pressure (1993)

### Compilaton
- Beach Cassette 89 (1989)